# Stefan Daszyński

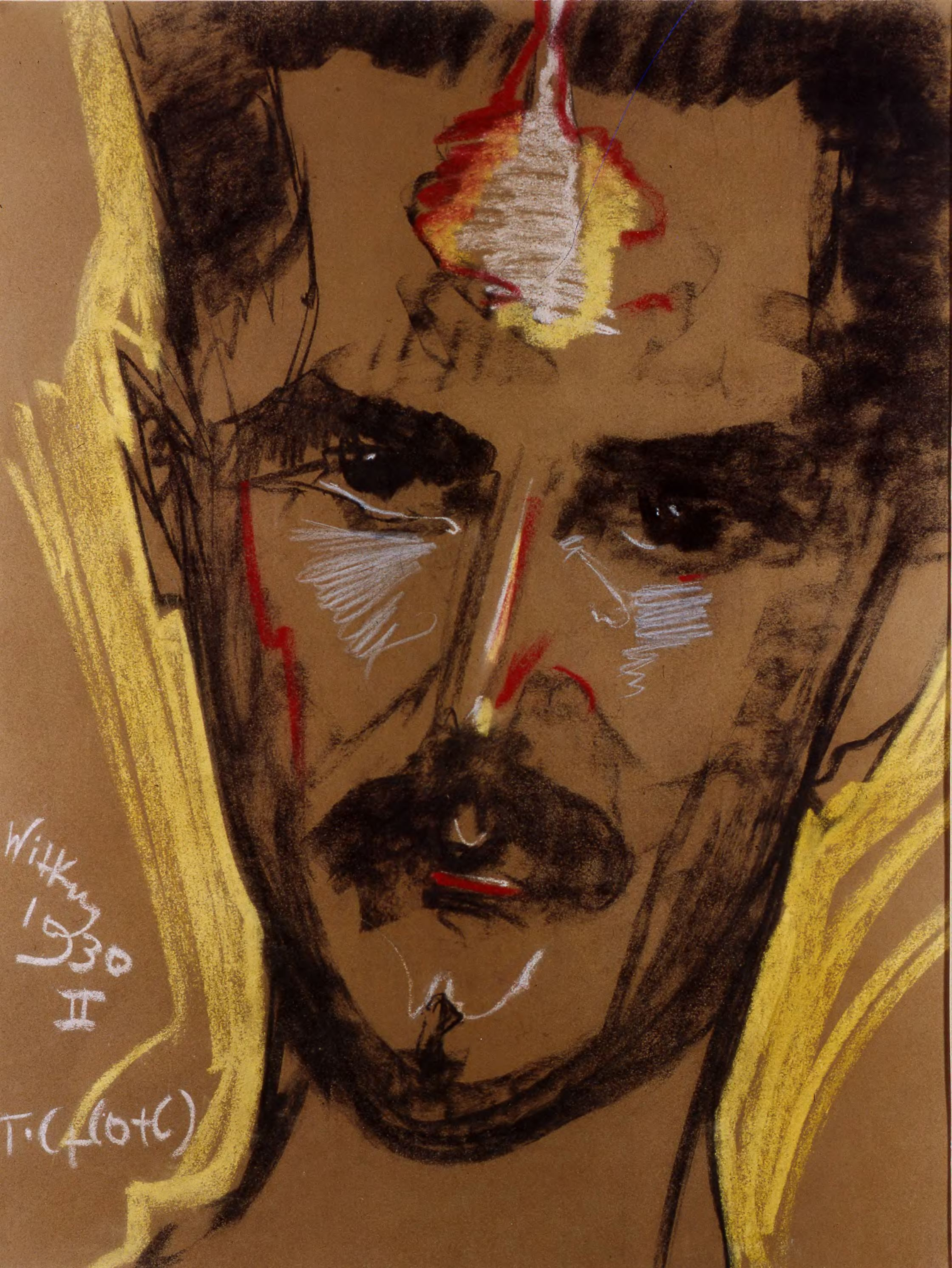
Portret Stefana Daszyńskiego autorstwa Witkacego

Stefan Witold Daszyński (ur. 27 grudnia 1902, zm. 9 marca 1958) – polski inżynier geolog, uczestnik wypraw andyjskich w latach 30. Podczas II wojny światowej oficer Polskich Sił Zbrojnych na Zachodzie. Po 1945 pracował przy poszukiwaniach nafty i w górnictwie w Kolumbii, Wenezueli, Iraku, Niemczech, Jugosławii, Anglii i USA. Zmarł na emigracji w USA. Syn Ignacego Daszyńskiego.
Swoje wspomnienia z wyprawy do And opisał w:
- Wyprawa w Andy ("Tygodnik Ilustrowany" 1934, nr 38)
- Polska wyprawa alpinistyczno-naukowa w góry Ameryki Południowej ("Wierchy " 1934)
- A Polish Expedition to the High Andes ("The Geographical Journal(inne języki)" 1934)[2]